# Didelphis imperfecta
La zarigüeya orejiblanca de Guayana (Didelphis imperfecta) es una especie de marsupial didelfimorfo de la familia Didelphidae que habita en el sur de Venezuela, norte de Brasil, suroeste de Surinam y noreste de la Guayana Francesa.